# Żleb pod Wrótka

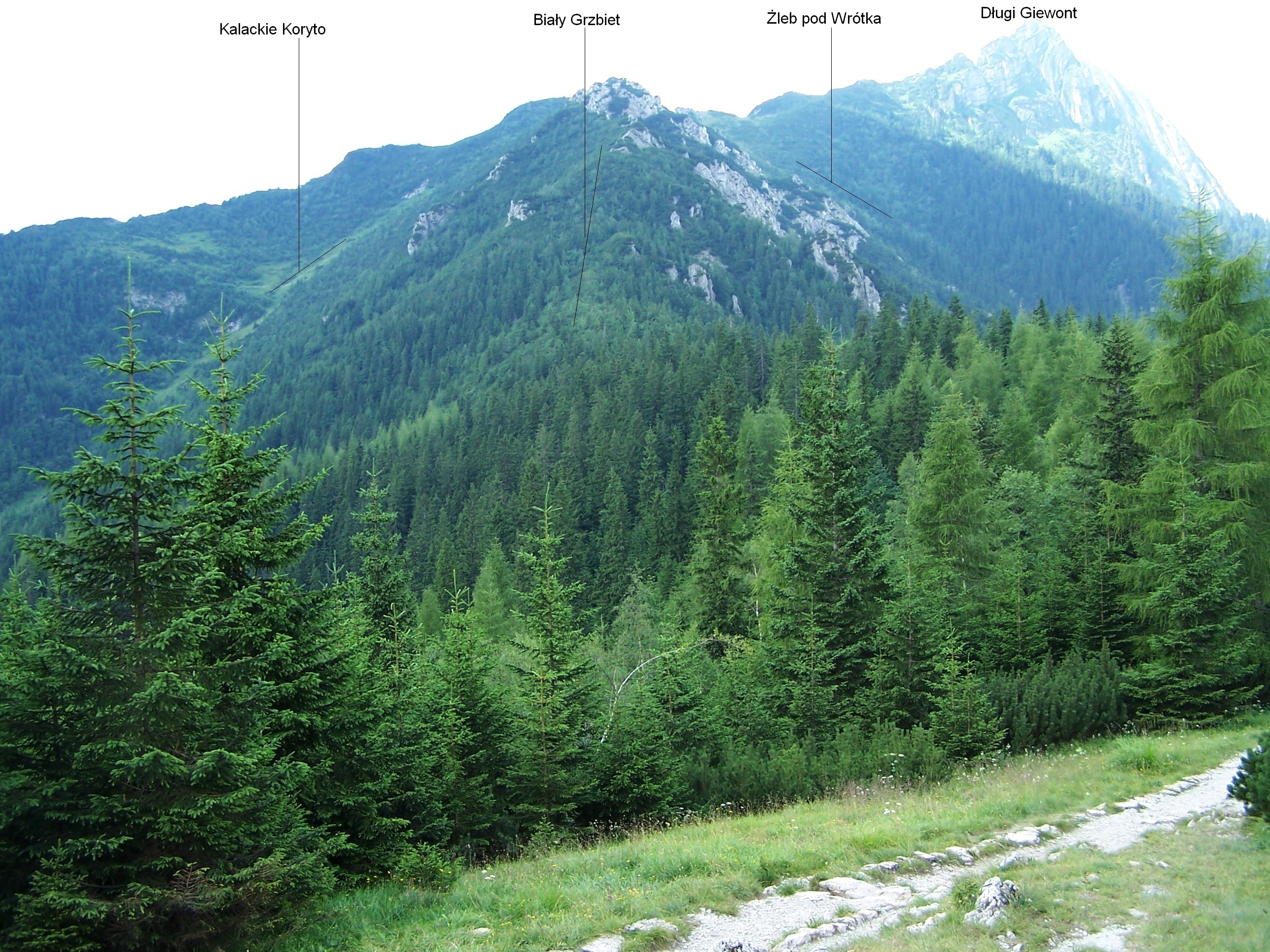
Widok z Białego Grzbietu

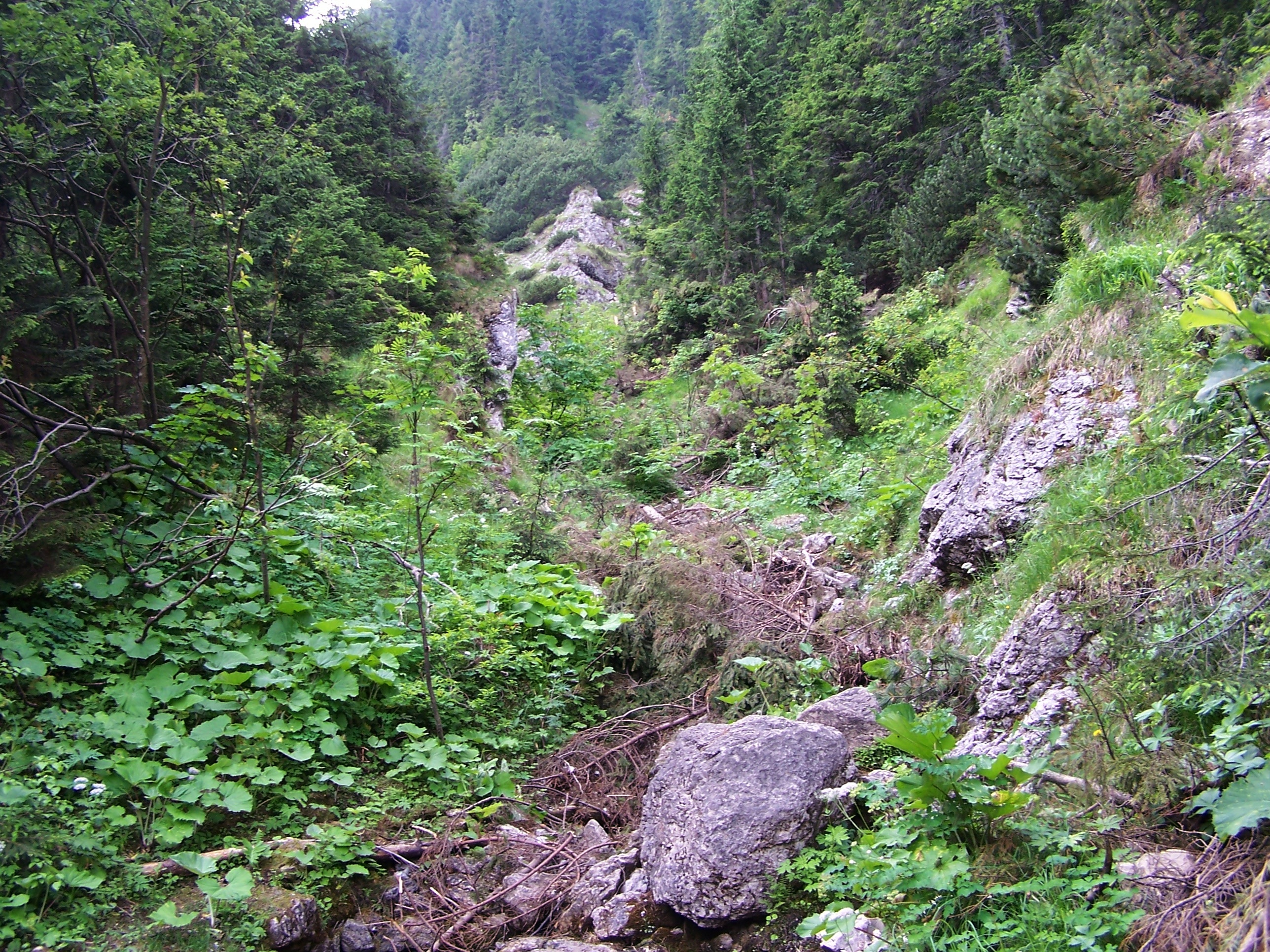
Żleb pod Wrótka. Widok ze szlaku turystycznego

Żleb pod Wrótka – żleb w Dolinie Białego w polskich Tatrach Zachodnich. Znajduje się we wschodniej, górnej i pozbawionej własnej nazwy odnodze tej doliny. Opada spod przełęczy Wrótka (1579 m) w północno-wschodnim kierunku. Niżej łączy się ze schodzącym spod Niżniej Przełęczy Białego Żlebem pod Patyki. Następuje to w miejscu, gdzie znakowany szlak turystyczny opuszcza dno Doliny Białego i idzie w kierunku Przełączki za Igłą.
Żleb ma długość około 1 km i na całej swojej długości jest głęboko wcięty i wąski. Brak na nim natomiast większych progów, jest tylko kilka niewielkich z małymi wodospadami. Orograficznie lewe obramowanie żlebu tworzy grzbiet odchodzący na północ ze wschodniej grani nieco poniżej Turni nad Białem, który poprzez Zameczki i Igłę opada do dna Doliny Białego. Prawe zbocza żlebu tworzy Biały Grzbiet. Żleb pod Wrótka ma wiele bocznych odnóg, szczególnie w górnej części Białego Grzbietu. Jest całkowicie zalesiony. Jego dnem spływa jeden ze źródłowych cieków Białego Potoku.
Żleb pod Wrótka i jego odnogi kilkakrotnie przecina Ścieżka nad Reglami. Mieczysław Świerz w 1923 r. tak pisał o tym odcinku szlaku: prowadzi on „...poprzez niezmiernie malownicze i efektowne żlebki, żebra i kulisy skalne”. Żleb wyżłobiony jest w skałach węglanowych. Miejsce, gdzie przecina on Ścieżkę nad Reglami, jest jedynym miejscem tego szlaku, w którym zimą może zejść lawina.
Dawniej zbocza Żlebu pod Wrótka były wypasane, wchodziły w skład Hali Białe. Zachowała się na mapach jeszcze pasterska nazwa Popod Perci (stoki Białego Grzbietu opadające do Żlebu pod Wrótka). W zboczach żlebu, powyżej szlaku turystycznego, rośnie około 50 limb, które w Tatrach Zachodnich są rzadkością.

## Szlaki turystyczne
czarny: Kuźnice – Kalatówki – Przełęcz Białego – Polana Strążyska